# Hemicaranx
A Hemicaranx a csontos halak (Osteichthyes) főosztályának a sugarasúszójú halak (Actinopterygii) osztályába, ezen belül a sügéralakúak (Perciformes) rendjébe és a tüskésmakréla-félék (Carangidae) családjába tartozó nem.

## Rendszerezés
A nembe az alábbi 4 faj tartozik:
- Hemicaranx amblyrhynchus (Cuvier, 1833)
- Hemicaranx bicolor (Günther, 1860)
- Hemicaranx leucurus (Günther, 1864)
- Hemicaranx zelotes Gilbert, 1898